# Song Huizong
Song Huizong (宋徽宗), född 1082, död 1135, var den åttonde kejsaren under den kinesiska Songdynastin (960-1279) och regerade 1085–1100. Hans personliga namn var Zhao Ji (赵佶). Kejsar Huizong tillträdde efter att hans äldre halvbror, kejsar Zhezong, avlidit 1100. Under sitt första regeringsår var han i samregering med änkekejsarinnan Xiang. Han var den elfte sonen till kejsar Shenzong.

## Biografi
Huizong var en av de mest kända kejsarna av Songdynastin. Han var också konstnär och konstsamlare och levde sitt liv i lyx. Han målade bland annat fåglar, blommor och stämningsfulla landskap och var dessutom en stor mecenat och grundade den berömda akademin Hanlinakademin ("Penselskogen").
Huizong var berömd för sitt stöd av daoismen. Han var också en skicklig poet, kalligraf och musiker. Han underhöll många konstnärer vid sitt hov och katalogen över hans kejserliga konstsamling omfattar över 6000 kända målningar. Huizong hade svårt att förvara sig när Songdynastin blev attackerad av Jindynastin eftersom han försummat armén. Huizong abdikerade den 18 januari 1126 till förmån för sin son, kejsar Qinzong, och lämnade huvudstaden när fienden från norr närmade sig. Kejsare Huizong och sin son blev båda infångade av Jindynastin och förda till Manchuriet efter att huvudstaden och norra delen av riket var erövrat.
Kejsar Huizong avled 1135 i fångenskap i Manchuriet, men enligt Shaoxings fredsfördrag år 1141 återlämnades hans kropp till Songdynastin. Huizong begravdes vid Sex Songmausoleum (宋六陵) i Shaoxing där även sex kejsare från Södra Song begravdes.

## Regeringsperioder
- Jianzhongjingguo 1101[5]
- Chongning 1102–1106[5]
- Daguan 1107–1110[5]
- Zhenghe 1111–1117[5]
- Chonghe 1118[5]
- Xuanhe 1119–1125[5]